# Ninjō
Ninjō (Japans: 人情, Hepburnsysteem: ninjō) is een Japans traditioneel filosofisch concept dat kan worden vertaald als: 'menselijk gevoel'; het geldt als het antoniem van het begrip giri (verplichting). Ninjō is wat men ervaart wanneer men conflicterende gevoelens heeft met betrekking tot sociale verplichtingen.

## Etymologie
Het woord ninjō is de romaji-transliteratie van de kanji: 人情. Het is een samenstelling van het zelfstandig naamwoord: 人 [nin] "mens" of "persoon" in de on-lezing en het zelfstandig naamwoord 情 [jō] "gevoel" of "emotie" eveneens in de on-lezing. Ninjō kan grofweg worden vertaald als: "persoonlijk gevoel" of "menselijke emotie".

## Oorzaak
Ninjō is ontstaan in het feodale Japan als tegenhanger van giri. Het klassieke voorbeeld van ninjō is een samoerai die verliefd wordt op een ontoegankelijke partner, bijvoorbeeld een vrouw van lage komaf of van een vijandelijke clan. Als loyaal lid van zijn clan wordt hij verscheurd tussen zijn verplichting aan zijn meester de shogun en zijn persoonlijke gevoelens, met de enige uitweg: shinjū, dubbele liefdessuïcide. Dit voorbeeld toont dat giri belangrijker wordt geacht dan ninjō in de Japanse cultuur omdat de laatste iemands toewijding of plichtsbesef kan ondermijnen.

## Voorbeelden
- De oudste zoon wordt doorgaans geacht te gaan studeren en een goede baan te vinden, zodat hij mede zijn ouders kan onderhouden, maar daarentegen gaat hij juist zijn dromen najagen.
- Doorgaans wisselt een Japanner niet snel van baan, maar dit doet hij toch, ongeacht wat de gemeenschap hiervan denkt.
- Op het slagveld treft een samoerai een tegenstander, deze blijkt slechts een tiener te zijn, net zo oud als zijn zoon. De samoerai zou zijn tegenstander moeten doden, maar spaart hem.
- Een klantenservicemedewerker moet verbaal geweld accepteren. De klant heeft altijd gelijk, maar op een gegeven moment accepteert de klantenservicemedewerker het niet meer en staat voor zichzelf op.

## Vervaging
Het gebruik van de termen 'giri' en 'ninjō' wordt langzaam steeds minder. Oudere generaties betichten jongere generaties soms van niet langer meer giri te beoefenen en alleen nog maar te worden gedreven door 'ninjō', terwijl de oudere generaties giri beschouwen als een manier om de harmonie in de Japanse gemeenschap te behouden. Door het vervagen van giri vreest men de ondergang van de Japanse samenleving zoals men die kent.